# Don Dracula
Don Dracula (ドン・ドラキュラ, Don Dorakyura) és un manga de caràcter còmic fet per Osamu Tezuka i publicat a la revista Weekly Shōnen Champion el 1979. Originalment, en japonès constava de dos volums.

## Argument
Havent viscut força anys a Transsilvània, el comte Dràcula es muda al Japó. Ell, la seva filla Chocola, i el fidel criat Igor continuen a viure al castell, ara dins del barri de Tòquio de Nerima.
Mentre la Chocola fa classes nocturnes a l'Escola Matsutani, Dràcula està desesperat per beure la sang de belles dones vérgens; un àpat d'acord amb la seva condició de vampir. Això no obstant, cada nit que Dràcula surt a cercar-ne al final s'involucra en algun esvalot, cosa que el fa provocar conflictes als locals. Com que ningú al Japó creu en l'existència dels vampirs, la seva sola presència genera controvèrsia entre els residents del municipi.
A la comèdia de com l'orgullós vampir s'acostuma a viure al Japó també hi intervé el professor Hellsing, nèmesi de Dràcula de més d'una dècada. Ha vingut al Japó a exterminar-lo, però té el tràgic defecte de patir hemorroides. En afegiment, Dràcula també és perseguit per la Blonda, la primera dona de qui va poder beure sang en haver arribat al país. Atès que la cara de la Blonda és un espantall, Dràcula no vol ni acostar-s'hi.
Publicat alhora i en la mateixa revista que Black Jack, Tezuka va comentar-ne que crear les pallassades del pobre vampir va ser molt agradable per a ell.

## Personatges
- Comte Dràcula
- Chocola
- Nobuhiko Ōbayashi
- Abraham van Helsing
- Carmilla
- Igor
- Blonda Gray
- Inspector de policia Murai

## Adaptació a l'anime
En deriva una sèrie de televisió en format d'anime que Tezuka Productions va posar en marxa el 1982, dirigida per Masamune Ochiai i amb les veus de Kenji Utsumi com a Don Dràcula i Saeko Shimazu com a Chocola. L'anime es va emetre entre el 5 d'abril i el 26 d'abril del 1982, però atesa la bancarrota de la companyia solament se'n van produir 8 episodis i només 4 d'aquests van ser difosos. Els 4 "perduts" es van recuperar quan es va doblar la sèrie per a reproduir-la a altres territoris, i actualment es pot veure la sèrie completa a la plataforma Viki.